# Esperança (Canindé)
Esperança é um distrito do município brasileiro de Canindé, no interior do estado do Ceará. Segundo o censo demográfico de 2022, realizado pelo Instituto Brasileiro de Geografia e Estatística (IBGE), sua população era de 694 habitantes e havia 245 domicílios particulares permanentes ocupados.
De acordo com o IBGE, em 2010 a população era de 838 habitantes e havia 231 domicílios particulares.
Foi criado pela lei estadual nº 2.163 de 12 de dezembro de 1953, com área desmembrada do distrito de Targinos.